# Cynthia carduelis
Cynthia carduelis är en fjärilsart som beskrevs av Pieter Cramer 1775. Cynthia carduelis ingår i släktet Cynthia och familjen praktfjärilar. Inga underarter finns listade i Catalogue of Life.